# Bahar Çağlar
Bahar Çağlar, née le 28 septembre 1988 à Izmir, en Turquie, est une joueuse turque de basket-ball. Elle évolue au poste d'ailière.

## Biographie
En avril 2013, elle est suspendue pour quatre rencontres et reçoit une amende de 5 500 dollars pour une bagarre avec Ebony Hoffman lors des demi-finales du championnat turc.
Avec Galatasaray SK, elle remporte l'Euroligue

## Palmarès
- Finaliste du championnat d'Europe 2011
- Vainqueur de l'Eurocoupe 2009
- Vainqueur de la Turkish Presidents Cup 2008
- Coupe de Turquie 2013[4], 2014
- Championne de Turquie 2014
- Médaille de bronze au championnat d'Europe 2013 en France
- Vainqueur de l'Euroligue 2014